# ワイエスフード

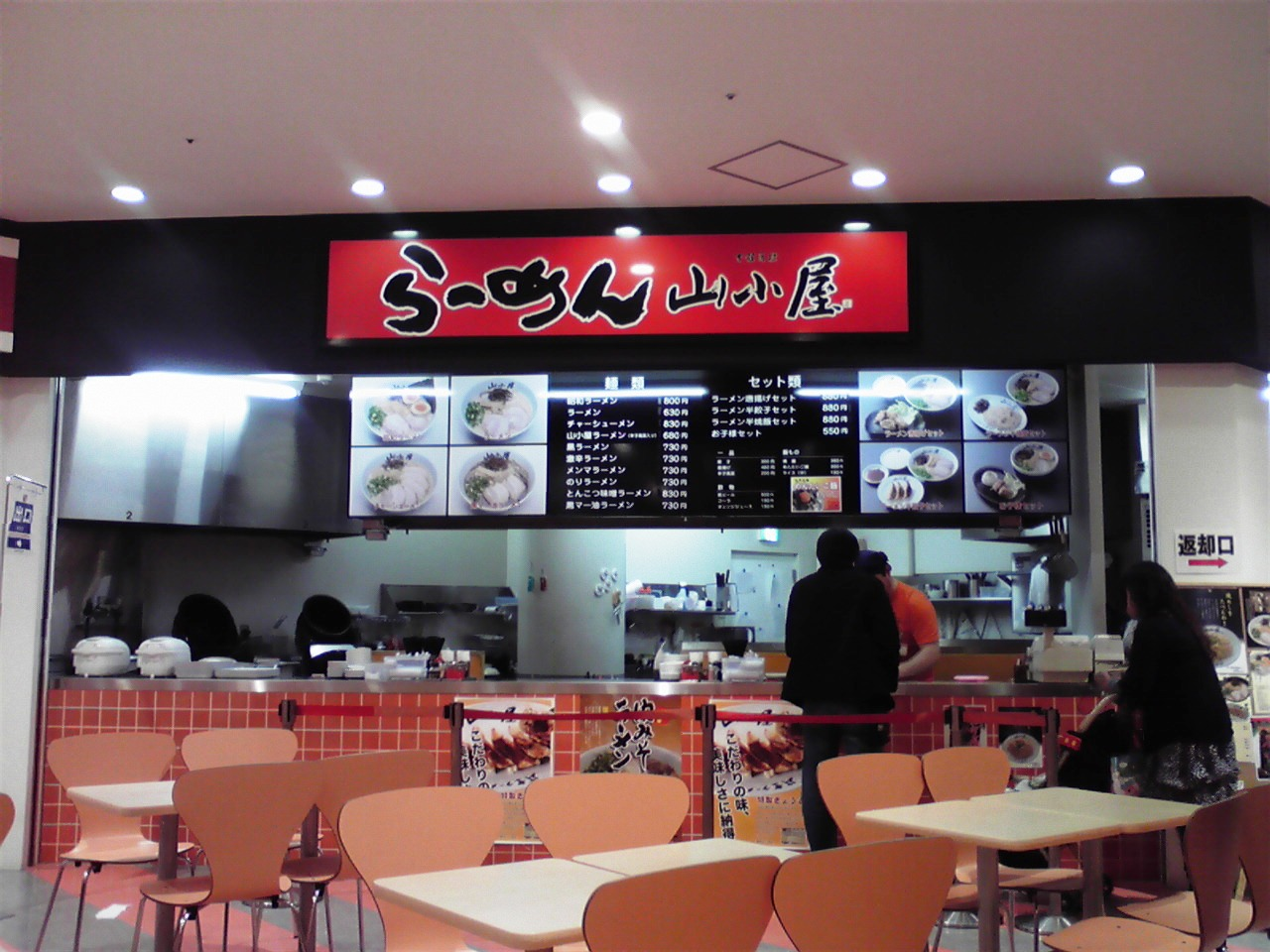
筑豊ラーメン山小屋 デオシティ新座店
（イートイン店舗）

ワイエスフード株式会社は、福岡県田川郡香春町に本社を置く、ラーメンチェーン「九州筑豊ラーメン山小屋」などを運営する企業である。

## 概要
主に「九州筑豊ラーメン山小屋」、「筑豊らーめんばさらか」のブランドで日本国内に直営店4店、FC店112店の計116店（2017年3月31日現在、焼肉店併設店を含む）を展開する。そのほか、海外の47店舗に食材を供給している。

## 沿革
- 1970年4月 - 緒方正年（2022年3月現在当社顧問）が福岡県田川郡香春町にて「ラーメンセンター山小屋」を創業[2]
- 1994年5月 - 飲食店の経営及びFC店の加盟募集等を目的としてワイエスフード株式会社を設立[2]
- 2001年3月 - 関東に進出、「山小屋メルクス新習志野店」を出店[2]
- 2002年7月 - 出店数100店舗(直営31店、FC69店)[2]
- 2004年4月 - 大幸食品(佐賀県佐賀市、すりごま製造販売)を子会社化[2]
- 2005年2月 - ジャスダック証券取引所に上場
- 2006年5月 - アートウィズ(田川郡香春町、写真撮影事業)を子会社化[3]
- 2006年9月 - タイに進出、「筑豊ラーメン山小屋 トンロー店」を出店[2]
- 2007年3月 - アートウィズの全株式をワイエスフード 緒方正年社長(当時)に譲渡[4][リンク切れ]
- 2013年7月 -東京証券取引所ＪＡＳＤＡＱ（スタンダード）に上場。[2]
- 2015年9月 - 大幸食品の全株式をPLANA(福岡市博多区)に譲渡[5]
- 2016年3月 - ポーランドにおいて、合弁会社「Japan Traditionals Sp.z.o.o」を設立し、持分法適用関連会社とする。[2]
- 2018年6月 - 国道201号線の拡張工事に伴い山小屋創業店を道の駅香春に移転[6]
- 2018年10月 - 餃子計画との提携交渉を中止[7]
- 2020年3月 - 田川郡福智町から方城温泉「ふじ湯の里」と物産館「ふくちの郷」を譲受[8]
- 2021年6月 -ISO22000認証を本社にて取得。HACCP認証を直営店７店舗にて取得。
- 2022年4月 -東京証券取引所の市場区分の見直しにより、東京証券取引所のＪＡＳＤＡＱ（スタンダード）からスタンダード市場に移行